# 拉比·拉米查内

拉比·拉米查内

拉比·拉米查内是一位尼泊尔政治人物和电视名人，曾是一名记者，也曾主持過電視節目並且曾兩度擔任尼泊尔副总理兼内政部部长。2022年又出任民族獨立黨主席。他于2023年4月28日當選眾議院议员。 